# Forte dos Bueiros de Vila Franca
O Forte dos Bueiros de Vila Franca localizava-se na Vila Franca, atual concelho de Vila Franca do Campo, na costa sul da ilha de São Miguel, nos Açores.

## História
Em posição dominante sobre este trecho da costa, constituiu-se em uma fortificação destinada à defesa deste ancoradouro contra os ataques de piratas e corsários, outrora frequentes nesta região do oceano Atlântico.
Ao final do século XVIII, a Relação dos Castelos e mais Fortes da Ilha de S. Miguel do seu estado do da sua Artelharia, Palamentas, Muniçoens e do q.' mais precizam, pelo major engenheiro João Leite de Chaves e Melo Borba Gato, informava:
"Forte dos Boeiros - Tãobem na V.a cituado em meio de 2 praia q.' oferecem o milhor lugar de desembarque, e por isso mui util p.a a defença da V.a; nota-se o lug.r por milhor, por serem as praias mais extenças da V.a, hu'a de 217 braças e meia (Leste); a outra não se medio por ser defendida por tiros cruzados de ponto em branco, q.do as mais q.' igualm.te se não medirão e ficão a quema roupa: não tem cazas, nem peças, palamentas ou munições, e as mura algu'a couza danificadas do tempo do mar: preciza guarnecido, e municiado pela importancia do citio."
Esta estrutura não chegou até aos nossos dias.

## Características
Constituiu-se em um pequeno reduto ou bateria para complemento da defesa da vila. Cruzava fogos com o Forte de Santo António de Vila Franca. Não possuía edificações de serviço (Casa do Comando, Quartel de Tropa, Paiol de Pólvora).